# Sharpsburg (Maryland)
Sharpsburg és una població dels Estats Units a l'estat de Maryland. Segons el cens del 2000 tenia 691 habitants.

## Demografia
Segons el cens del 2000, Sharpsburg tenia 691 habitants, 286 habitatges, i 193 famílies. La densitat de població era de 1.212,7 habitants per km².
Dels 286 habitatges en un 26,6% hi vivien nens de menys de 18 anys, en un 54,2% hi vivien parelles casades, en un 9,4% dones solteres, i en un 32,5% no eren unitats familiars. En el 26,2% dels habitatges hi vivien persones soles el 8% de les quals corresponia a persones de 65 anys o més que vivien soles. El nombre mitjà de persones vivint en cada habitatge era de 2,42 i el nombre mitjà de persones que vivien en cada família era de 2,9.
Per edats la població es repartia de la següent manera: un 21,7% tenia menys de 18 anys, un 8,7% entre 18 i 24, un 29,1% entre 25 i 44, un 27,6% de 45 a 60 i un 12,9% 65 anys o més.
L'edat mediana era de 38 anys. Per cada 100 dones de 18 o més anys hi havia 101,9 homes.
La renda mediana per habitatge era de 41.786$ i la renda mediana per família de 52.875$. Els homes tenien una renda mediana de 37.500$ mentre que les dones 22.000$. La renda per capita de la població era de 20.917$. Entorn de l'1,1% de les famílies i el 3,1% de la població estaven per davall del llindar de pobresa.

## Poblacions més properes
El següent diagrama mostra les poblacions més properes.